# Dixit
 Der er for få eller ingen kildehenvisninger i denne artikel, hvilket er et problem. Du kan hjælpe ved at angive troværdige kilder til de påstande, som fremføres i artiklen.

Dixit er et kortspil skabt af Jean-Louis Roubira og udgivet af Libellud. Ved hjælp af et sæt kort med drømmeagtige billeder skal spillerne vælge et kort, der matcher en beskrivelse eller overskrift, valgt af rundens "fortæller" og desuden forsøge at gætte, hvilket kort "fortælleren" selv lagde. Spillet kom på markedet i 2008 og vandt i 2010 Spiel des Jahres.
Spillets navn er latin for "han/hun sagde".

## Spilforløb
Hver spiller begynder spillet med seks tilfældige kort. Spillerne skiftes til at være "fortæller". "Fortælleren" vælger et af sine seks kort, fremsiger en sætning eller et udtryk, der beskriver kortet og lægger kortet frem med bagsiden opad.
Hver af de andre spillere vælger nu et kort fra deres egen hånd, som (forhåbentlig) også kan passe til den givne beskrivelse, og giver dette skjult til "fortælleren". "Fortælleren" blander nu de valgte kort (inklusive "fortællerens" eget) og afslører dem. De andre spillere gætter nu hemmeligt på hvilket kort, der er "fortællerens".
Hvis ingen eller alle vælger det korrekte kort, får "fortælleren" 0 point og de andre spillere får hver 2. Ellers får "fortælleren" og de spillere, der svarede korrekt, hver 3 point. De spillere, hvis kort fik stemmer (bortset fra "fortælleren") får 1 point for hver modtaget stemme.
Kernen i spillet er at "fortælleren" skal kunne komme med en beskrivelse, der hverken er for åbenlys eller for kryptisk.
Spillet slutter, når bunken er tom eller når en spiller når 30 point.

## Eksterne links
- Dixit   på BoardGameGeek
- Spillets webside Arkiveret 18. februar 2014 hos  Wayback Machine